# 四日間の奇蹟
『四日間の奇蹟』（よっかかんのきせき）は、浅倉卓弥の小説、またその小説を原作とする日本映画。

## 小説
2003年（平成15年）1月に宝島社から刊行された。第1回『このミステリーがすごい!』大賞の金賞受賞作品。2004年（平成16年）1月に文庫化され、累計127万部。また、瓜生花子の作画による漫画版も発刊されている。

### ストーリー
新進ピアニストとして将来を嘱望視されていた如月敬輔は、留学先のオーストリアで強盗事件に巻き込まれた少女をかばい、薬指を負傷しピアニストの道を絶たれる。両親を失った知的障害の少女・楠本千織を引き取った敬輔は、彼女のサヴァン症候群による優れたピアノの才能を見出し、彼女と各地を演奏して廻ることとなる。
そうして招待された療養センターで敬輔たちは、敬輔の高校時代の後輩だった岩村真理子と出会う。真理子はかつて農家の息子に嫁入りし、子供が出来ないために夫の家族に一方的に離婚を言い出された、という辛い過去の持ち主だった。真理子と親しくなっていく敬輔・千織だったが、落雷による事故に巻き込まれて真理子は意識不明の重傷を負い、その真理子の心が千織の体に宿る。
真理子に与えられた期間は4日間。最期の時が来るまで、真理子は敬輔と共に自分の人生を見つめ直していくこととなる。

## 映画
2005年（平成17年）6月4日に公開された。監督の佐々部清の出身である山口県下関市豊北町に位置する角島が主な舞台になっている。なお京都唯一の東映直営封切館“大宮東映劇場”閉館最後の上映作品でもある。

### キャスト
如月 敬輔（きさらぎ けいすけ）
演 - 吉岡秀隆
千織の引き取り手。千織からは「敬パパ」と呼ばれる。敬輔と千織のことをとある新聞記事を見た真理子により依頼を受け、センターでミニコンサートをする千織の付添いで訪れる。
真理子の初恋相手。高校時代は天才ピアニストと称されるも、練習に追われるあまり彼女のことやクラスメイトの顔も覚えていない。
過去の強盗事件に巻き込まれて左手の薬指を負傷し、手術を受けたが曲げられない状態である。
岩村 真理子（いわむら まりこ）
演 - 石田ゆり子（高校時代：松山まみ、少女時代：山田果琳）
療養センター職員。藤本によると「センターの利用者にとって母のような存在」。多くの利用者から慕われている。苦手な食べ物は玉子。
敬輔と同じ高校の一年後輩。軽音楽部に所属し、ホルンを担当していた。敬輔の高校卒業時、彼がピアノを弾いている隙にこっそり第2ボタンをもらった。高校卒業以来、12年ぶりの再会となった。
大学時代はワンダーフォーゲル部に所属。
楠本 千織（くすもと ちおり）
演 - 尾高杏奈
敬輔と生活している少女。敬輔からピアノを教わり、曲は弾けるが、彼によると「曲名や作曲者のことは覚えていない」。
人見知りが激しく、極端な引っ込み思案。真理子とはその日のうちに親しくなった。
ウサギのぬいぐるみがお気に入り。好物はオムライス。
長谷川 未来（はせがわ みく）
演 - 中越典子
療養センターの看護師。真理子と親しい。職場で一切愚痴を言わずに明るくテキパキこなす彼女を尊敬している。
落雷事故後の千織が話す姿を見て以降、「実は敬輔が千織に天才的な障害者のフリをさせていたのでは」と疑い始める。
倉野 順次（くらの じゅんじ）
演 - 西田敏行
脳科学研究所勤務医。センターに来た敬輔から千織の音楽の才能に気づいたきっかけを聞き取り、サヴァン症候群について説明する。
日々の仕事をしつつ、和枝の介護生活を送っている。
数年前、和枝ととある山に散策に行った帰りの駅で離婚して家を出た真理子と知り合った。
倉野 和枝（くらの かずえ）
演 - 松坂慶子
医師・倉野の妻。2年前に車が崖から落ちる事故に遭い、研究所のベッドで寝たきりの状態で意識がない。
離婚して傷心していた真理子に自身が身につけていたブレスレットをお守りとして譲った。
真理子にとって第二の母のように色々と気遣っていた。
後藤 則幸（ごとう のりゆき）
演 - 西村和彦
真理子の前夫。老舗旅館の長男。真理子が大学生の頃に出会って結婚。2年後、祖母から愛する真理子をかばいきれずに離婚を選択。
真理子が意識不明になったことを知らされ、研究所に駆けつける。
後藤 小夜子（ごとう さよこ）
演 - 小林綾子
則幸の妻。則幸との間にできた男の赤ん坊を育てている。
藤本 正造（ふじもと しょうぞう）
演 - 平田満
療養センター所長。作中の療養センターは、脳疾患を患った人たちが暮らす施設で家族と一緒に暮らすことができる。
倉野夫妻以外で真理子の結婚・離婚の経緯を知っている。
萩原 誠（はぎわら まこと）
演 - 鳥羽潤
療養センターの調理師。調理の他配膳業務も担当。無愛想だが性格は優しい。未来と交際している。
長谷川 隆（はせがわ たかし）
演 - 石橋蓮司
未来の父。脳疾患により右半身が不自由。身体が思うように動かない苛立ちからか、気難しい言動をしている。右手のリハビリはパソコンのタイピングで行っている。
ピアノ曲での一番好きな曲は『子犬のワルツ』。
岩村 秀雄（いわむら ひでお）
演 - 小倉一郎
真理子の父。真理子が幼い頃に妻を亡くし、娘と2人で暮らしてきた。娘の結婚後の宴会の席では人目もはばからずに涙した。
離婚して出戻った真理子のことを心配しながら亡くなった。
真理子の母
演 - 大沼百合子
故人。真理子が幼い頃に夫と3人で動物園に行った回想シーンに登場。
則幸の祖母
演 - 佐々木すみ江
実質的に旅館を取り仕切っている存在。
高齢なことから、旅館の跡取りである5代目の誕生を待ち望んでいる。2年経っても夫婦に子ができず、彼女に責任を押し付けてプレッシャーをかける。
則幸の父
演 - 中原丈雄
旅館の嫁として忙しい仕事をすることになった真理子に思いやりを持って接し、なかなか子が生まれない中でも優しく声をかける。
旅館の四代目だが、母の意見には表立って逆らえないでいる。
則幸の母
演 - 宮下順子
結婚の席では嬉しそうにしていたが、2年後は息子夫婦に子供が生まれない理由は真理子にあると思い、不満を募らせる。
後藤 則子（ごとう のりこ）
演 - 岩本美佑紀
詳細は不明だが、則幸の妹らしき女性。後藤家のご飯の支度などの家事をしている。
新田 満（にった みつる）
演 - 谷津勲
高齢の患者。言葉が話せない様子。妻の世話を受けながら暮らしている。
老婦人
演 - 山本緑
新田の妻。自身も食事をしながら満の食事の介助をしている。
老人ホームのスタッフ
演 - 岡本麗
センターに来る前の敬輔と真理子が訪れる高齢者福祉施設らしき場所で働き、利用者たちと彼女のピアノを一緒に聽く。
千織の両親（父：永倉大輔）、（母：中村栄子）
オーストリアの強盗事件に巻き込まれ、犯人に銃で撃たれる。偶然目の前にいた敬輔に恐怖でその場に立ち尽くす千織を助けるよう頼むが、そのまま息絶える。
市役所職員（演 - 井上肇、金子藍）
千織を連れて日本に帰国した敬輔に、身寄りがない彼女が児童福祉施設に行くことになることを告げる。
警備員
演 - 田村三郎
センター近くにある脳科学研究所の警備をしている。車でやって来た敬輔にセンターへの行き方を教える。
坂口看護婦
演 - 小林麻子
理学療法士
演 - 竹内和彦
患者
演 - 鈴木信明
患者
演 - 八巻博史
患者
演 - 渡辺直樹
患者の家族
演 - 松尾晶代
ヘルパー
演 - 森川絢
警備員
演 - マイケル・リース
警備員
演 - ディーン・マクレラン

### スタッフ
- 原作：浅倉卓弥「四日間の奇蹟」（宝島社）
- 脚本：佐々部清、砂本量
- 監督：佐々部清
- 音楽：加羽沢美濃
- 主題歌：平原綾香「Eternally」
- 製作：「四日間の奇蹟」製作委員会
  - 東映、TBS、喜八プロダクション、 日販、東映ビデオ、BIGLOBE、シネムーブ、東京都ASA連合会
- 配給：東映
- 上映時間：118分

## 劇中ピアノ曲
- リスト：「ベネディクトゥス」（原作のみ）
- ドビュッシー：「亜麻色の髪の乙女」
- シューマン：「トロイメライ」（原作のみ）
- ショパン：「子犬のワルツ」
- ポンキエッリ：「時の踊り」（原作のみ）
- リスト：「ため息」（原作のみ）
- ベートーヴェン：ピアノソナタ第14番「月光」第1楽章（原作では第3楽章まで）
- ショパン：ノクターン第2番（原作のみ）
- ドヴォルザーク：交響曲第9番「新世界より」第2楽章より「家路」
- ショパン：別れの曲